# The Prom (film)
The Prom er en amerikansk musical komediefilm fra 2020. Filmen er instrueret af Ryan Murphy og tilpasset til skærmen af Chad Beguelin og Bob Martin, fra deres og Matthew Sklars  Broadwaymusical af samme navn fra 2018.

## Medvirkende
- Meryl Streep som Dee Dee Allen, en narcissistisk Tony-prisvindende Broadway-skuespillerinde.
- James Corden som Barry Glickman, en narcissistisk Broadway-skuespiller.
- Sam Pillow som ung Barry Glickman
- Jo Ellen Pellman som Emma Nolan, en lesbisk teenagepige, og Alyssas kæreste.
- Nicole Kidman som Angie Dickinson, en korpige.
- Keegan-Michael Key som rektor Hawkins, rektor for Edgewater High School.
- Andrew Rannells som Trent Oliver, en Julliard-kandidat.
- Ariana DeBose som Alyssa Greene, Emmas kæreste og datter af fru Greene.
- Kerry Washington som fru Greene, Alyssas mor og leder af Edgewaters PTA.
- Tracey Ullman som Vera Glickman, Barrys mor.
- Kevin Chamberlin som Sheldon Saperstein, Dee Dee og Barrys publicist.